# Нгаван Дракпа Г'ялцен
Нгаван Дракпа Г'ялцен (тиб. ངག་དབང་གྲགས་པ་རྒྱལ་མཚན; д/н — 1603/1604) — 11-й десі (регент-володар) Тибету в 1554—1556/1557 і 1576—1603/1604 роках. В китайських джерелах відомих як Ан-ван Чжаба Цзяньцзань.

## Життєпис
Належав до династії Пагмодрупа. Син Дроваї Гонпо, гонгми (царя) південносхідного Уя. Про молодіроки обмаль відомостей. 1548 року спадкував батькові. 1553 року приєднавс ядо заколоту частини місцевої знаті проти діда — десі і старшого гонгма Нгаван Таші Дракпи, якого повалив 1554 року. Втім у 1555 року проти нього повстали прихильники сект Дрікунґ Каґ'ю і шамарпа («мала лінія» Карма Каг'ю), що виступили за повернення до влади Нгаван Таші Дракпи. Того також підтримав клан Кійшопа, що зайняв Лхасу. В результаті вимушен був повернутися до південносхідного Уя (Гонгґара)
У 1563 року знову повстав проти діда, оскільки той призначив своїм спадкоємцем зведеного брата за іншими відомостями стриєчного брата) Дракпу Таші Г'ялцена. На бік повсталого перейшов монастир Ганден (з секти Гелуг). Боротьба не припинилася навіть після смерті Нгаван Таші Дракпи. Лише 1576 року Нгаван Дракпа Г'ялцен зумів перемогти суперника й затвердитися в державі.
В наступні роки домігся визнання своєї номінальної влади усіма правителями Тибету, що було необхідно для забезпечення загального миру. Але фактично визна врозпад Тибету на самостійні держави. Також зберігав рівновагу між Каг'ю і Гелуга. При цьомумав дружні відносини з Далай-ламою III. 1577 року відправив загін супроводжувати останнього жо туметського хана Алтин-хана.
1601 року урочисто прийняв Далай-ламу IV в своїх володіннях. Помер 1603 або 1604 року. Йому спадкував внучатий небіж Міпхам Ванґюр Г'ялпо.